# القراصنة: الكنز الملكي الأخير
القراصنة: الكنز الملكي الأخير (بالكورية: 해적: 도깨비 깃발) هو فيلم أكشن ومغامرات كوري جنوبي عام 2022 من إخراج كيم جيونغ هون وبطولة كانغ ها نيول وهان هيو جو. وهو تتمه لفيلم القراصنة (2014)، يدور الفيلم حول مغامرات القراصنة الذين يجتمعون في البحر ويبحثون عن الكنوز الملكية التي اختفت دون أن يترك أثرا. تم إصداره بصيغة آيماكس في 26 يناير 2022 بالتزامن مع عطلة رأس السنة الكورية. سيكون الفيلم متاحًا على نتفليكس اعتبارًا من 2 مارس 2022.

## مقدمة
يحكي قصة قراصنة البحر الذين يبحثون عن الكنز لكنهم يدركون أن هناك أطراف أخرى الذين يريدون الشيء نفسه.

## طاقم
- كانغ ها نيول في دور واو مو شي، زعيم قطاع الطرق.[5]
- هان هيو-جو في دور هاي رايغ، صاحبة سفينة القراصنة.[6]
- لي كوانغ سو في دور ماك يي.[7]
- كانغ سانغ وو في دور بو هيونغ سو، متمرد يبحث عن الكنز.[8]
- تشاي سو بين في دور هاي جيوم، فنانة محتالة وقناصة.[9]
- أوه سي هون بدور هان غونغ[10]
- كانغ سونغ اوه في دور كانغ سيوب، اليد اليمنى مو تشي.[11]
- بارك جي-هوان في دور اكوي.
- بارك هون في دور مانغ تشو، أحد مرؤوسي المتمرد بو هيونغ سو الذي يقاتل القراصنة بحثًا عن الكنز.[12]

### أدوار داعمة
- كيم كي-دو في دور جومتشي، أحد أفراد قراصنة دان جو هايرانج.[13]

### ظهور خاص
- سونغ دونغ إيل[14]

## الإنتاج

### صناعة
في ديسمبر 2018، أعلن عن إنتاج تكملة لفيلم القراصنة (فيلم 2014). الفيلم من إخراج كيم جيونج هون، وكان من المقرر أصلاً عودة كيم نام جيل وسون يي جين، وكان من المتوقع أن يبدأ التصوير في يونيو 2019. في مارس 2019، انضم لي كوانغ سو إلى فريق التمثيل ليحل محل يوو هاي جين، عضو فريق التمثيل الأصلي للفيلم بالجزء السابق. تم إلغاء التصوير في مايو 2019 لأسباب مختلفة. وقد استغرق الأمر عشرة أشهر أخرى للمنتجين لتعديل السيناريو وأختيار الممثلين وبدء الفيلم بقصة جديدة. تم إنتاج الفيلم بتكلفة تقديرية تبلغ 23.5 مليار وون.

### طاقم
في مارس 2020 أفيد أن كانغ ها نيول كان يفكر في أنضمام في الفيلم. تجتمع هان هيو جو مرة أخرى مع كانغ ها نيول، حيث أكدت مشاركتها في الفيلم. في أبريل 2020، انضمت تشاي سو بن إلى طاقم الفيلم. في يونيو 2020، اكتمل طاقم الفيلم وكان من المقرر أن يبدأ التصوير في يوليو.

### تصوير
بدأ التصوير في يوليو 2020. واختتم في يناير 2021. في سبتمبر 2020، تم اختبار أحد أعضاء فريق المؤثرات الخاصة إيجابيًا لـ كوفيد-19 ، تم إجراء اختبار على باقي الاعضاء، وأتو بنتائج سلبية.
في السابق، تأخر التصوير أيضًا بسبب موسم الأمطار.

## روابط خارجية
- القراصنة: الكنز الملكي الأخير على موقع IMDb (الإنجليزية)
- القراصنة: الكنز الملكي الأخير على موقع روتن توميتوز (الإنجليزية)
- القراصنة: الكنز الملكي الأخير على موقع نتفليكس (الإنجليزية)
- القراصنة: الكنز الملكي الأخير على موقع فيلمافينيتي (الإسبانية)
- القراصنة: الكنز الملكي الأخير على موقع قاعدة بيانات الفيلم (الإنجليزية)
- القراصنة: الكنز الملكي الأخير على موقع ليتربوكسد (الإنجليزية)